# Sant Martí dels Castells
Sant Martí dels Castells – miejscowość w Hiszpanii, w Katalonii, w prowincji Lleida, w comarce Baixa Cerdanya, w gminie Bellver de Cerdanya.
Według danych INE w 2003 roku liczyła 3 mieszkańców – 1 mężczyzn i 2 kobiety. Zgodnie z danymi z kolejnych lat (2004–2020) w miejscowości nie mieszka żadna osoba. 